# Onoto (Venezuela)
Pour les articles homonymes, voir Onoto.
Onoto est une localité du Venezuela, chef-lieu de la municipalité de Juan Manuel Cajigal, dans l'État d'Anzoátegui. Autour de la ville s'articule la division territoriale et statistique de Capitale Juan Manuel Cajigal.